# Teulisna torta
Teulisna torta là một loài bướm đêm thuộc phân họ Arctiinae, họ Erebidae.